# Setono Pande
Setono Pande is een bestuurslaag in het regentschap Kediri van de provincie Oost-Java, Indonesië. Setono Pande telt 5029 inwoners (volkstelling 2010).